# Antoni Rozwadowski (zm. 1772)
Antoni Rozwadowski herbu Trąby (ur. 1697 – zm. 4 lutego 1772 roku) – kasztelan halicki w latach 1746–1771, chorąży halicki w latach 1744–1746, stolnik halicki w latach 1735–1744, starosta karaczkowski ok. 1724 roku, porucznik chorągwi pancernej wojewody poznańskiego Potockiego w Pułku Najjaśniejszego Królewicza Fryderyka w 1760 roku. 
Marszałek sejmiku gospodarczego ziemi halickiej w 1718 roku, marszałek halickiego sejmiku relacyjnego w 1721 roku. Poseł ziemi halickiej na sejmy lat: 1728, 1729, 1732 elekcyjny 1733 roku, sejm zwyczajny pacyfikacyjny 1735 roku, sejm 1738 roku, poseł podolski na sejm 1740 roku. Jako deputat i poseł na sejm elekcyjny z ziemi halickiej podpisał pacta conventa Stanisława Leszczyńskiego w 1733 roku. W 1745 roku był deputatem ziemi halickiej do Trybunału Głównego Koronnego. W 1766 roku został wyznaczony senatorem rezydentem.
18 stycznia 1754 roku podpisał we Lwowie manifest przeciwko podziałowi Ordynacji Ostrogskiej.